# Czajkiwka (rejon charkowski)
Czajkiwka (ukr. Чайківка) – wieś na Ukrainie, w obwodzie charkowskim, w rejonie charkowskim, w hromadzie Mała Danyliwka. W 2001 liczyła 21 mieszkańców, spośród których 18 wskazało jako ojczysty język ukraiński, a 3 rosyjski.